# Seseli hercegovinum
Seseli hercegovinum är en flockblommig växtart som beskrevs av K.Maly$a. Seseli hercegovinum ingår i släktet säfferötter, och familjen flockblommiga växter. Inga underarter finns listade i Catalogue of Life.